# Studentensiedlung am Seepark

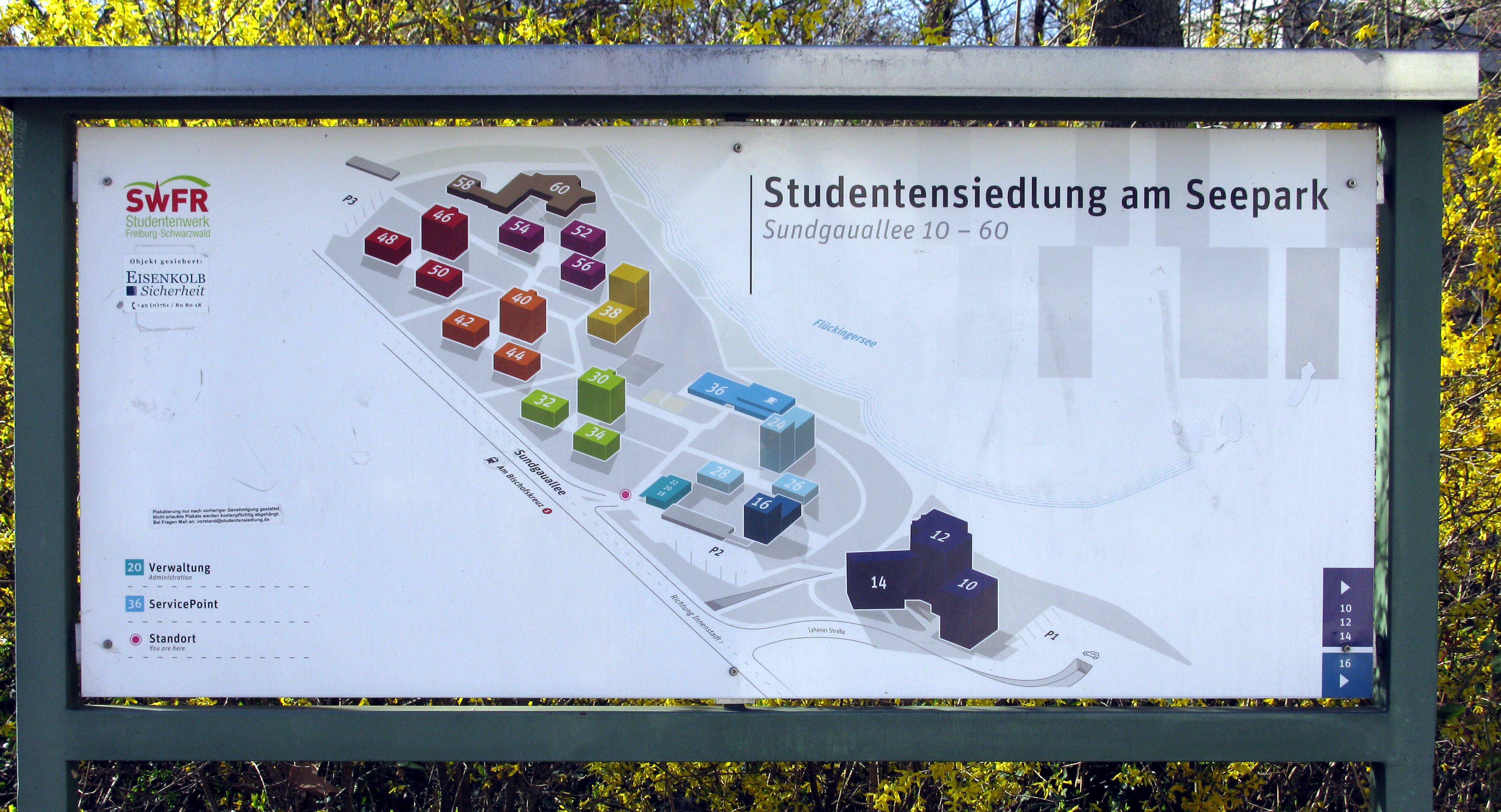
Infotafel mit Überblick über den Wohnkomplex (Stand 2019)

Die Studentensiedlung am Seepark, auch als StuSie bekannt, ist Freiburgs größtes Studentendorf und seit der 2024 abgeschlossenen Erweiterung und Nachverdichtung mutmaßlich auch die größte studentische Wohnanlage Deutschlands. Es liegt am Seepark in Freiburg-Betzenhausen und beherbergt rund 2.875 Studierende in 25 Häusern. Die Anlage wird vom Studierendenwerk Freiburg betrieben.

## Geschichte

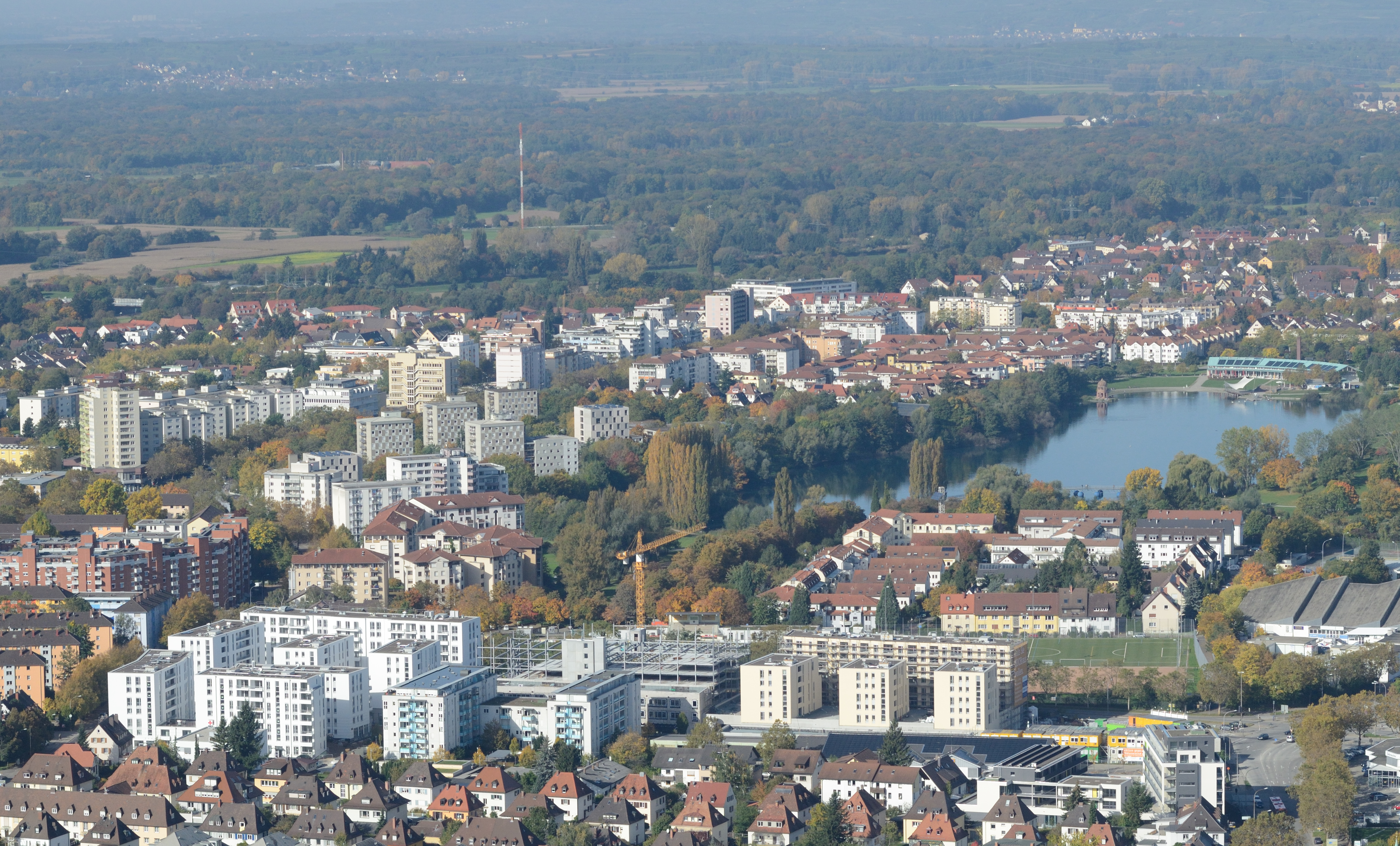
Die Studentensiedlung (Bildmitte links) mit Seepark und Flückigersee

Die Studentensiedlung wurde 1966 von den Architekten Wolf Irion, Rainer Graf und Wolf Maier als parkähnliche Wohnlandschaft mit drei- und achtgeschossigen Baukörpern geplant. 1989/90 wurde durch den Architekten Wolfgang P. Woseipka (im Studentenwerk Freiburg) im Anschluss an das bestehende elfgeschossige Haus 24 ein neungeschossiger Bau hinzugefügt. Der Neubau erhielt je Etage vier Zweizimmerappartements und eine Vierzimmerwohnung, welche eine Wohnküche mit Erker zum See hat. Auch im Altbau wurden die bisherigen Einzelzimmer zu Wohnungen mit Bad und Küche zusammengefasst. Im Zuge einer weiteren Nachverdichtung wurde 2012 die Bebauung durch das Büro Amann Burdenski Munkel Architekten in harmonischer Weise weitergeführt. Details wie etwa der Wechsel von Weiß- zu Normalbeton und die stockwerksversetzten Fensteröffnungen wurden auch für die neuen Fertigbetonfassaden übernommen. Im Jahr 2013 wurde das Architekturbüro mit den beiden Häusern StuSie 16+38 mit im Buch Best Architects 14 in der Kategorie „Wohnungsbau/Mehrfamilienhäuser“ präsentiert.
Von 2020 bis 2024 wurden in der Studentensiedlung ca. 1.320 neue Wohneinheiten bei Wegfall von ca. 240 alten Einheiten gebaut. Die Kapazität stieg dadurch von 1.800 auf 2.875 Wohnheimsplätze. Durch den Ausbau ist die Studentensiedlung am Seepark mutmaßlich die größte studentische Wohnanlage in Deutschland vor der Studentenstadt Freimarn in München mit 2.400 Plätzen. Weiterhin ist das Gebiet im Perspektivplan Freiburg 2030 als Entwicklungsbereich ausgewiesen.

## Beschreibung

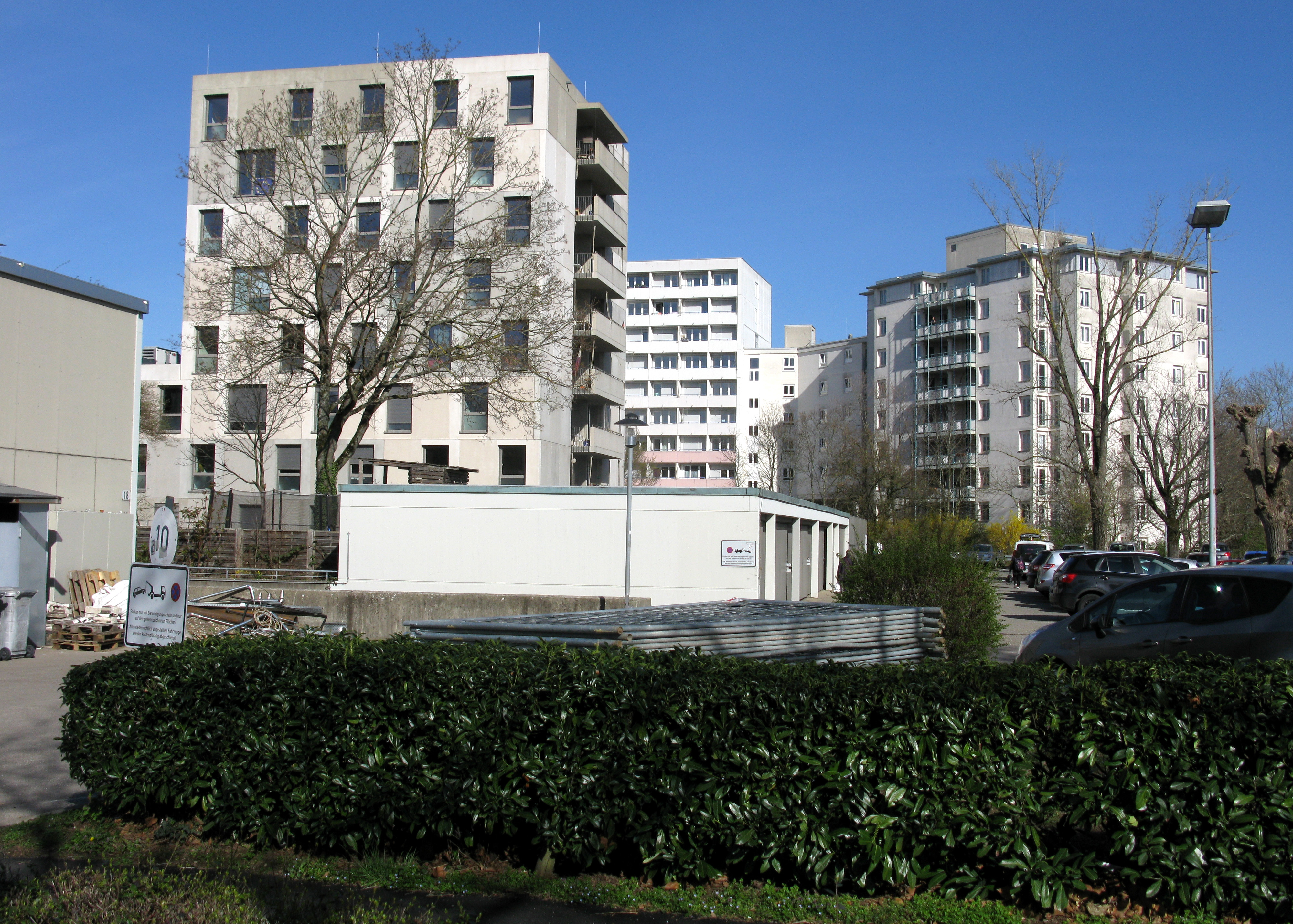
Blick auf die Häuser 12 und 16 der StuSie vor den Umbaumaßnahmen 2020–2024. An Stelle des Parkplatzes rechts wurden zwei neue Gebäude errichtet

Ein Teil der Siedlung besteht aus fünf Gruppen von Häusern, die aus zwei dreigeschossigen und einem achtgeschossigen Gebäude bestehen. Die Neubauten stehen damit nicht im Kontrast, sondern in Tradition mit den vorhandenen Gebäuden. Auch wenn sich die Nachverdichtung in die vorhandene Struktur einfügt, sind beim Bau selbst modernere Verfahren angewandt worden, die zum Beispiel mit geringeren Transmissionswärmeverlusten die Vorgaben der Einsparverordnung deutlich unterschreiten.
In dem Komplex gibt es Einzelappartements, Wohn- und Stockwerksgemeinschaften sowie Wohnungen mit zwei und drei Zimmern für studentische Familien. Insgesamt befinden sich hier 22 zwei- bis elfstöckige Häuser, in denen auch für das studentische Leben relevante Einrichtungen wie eine Fahrradwerkstatt, Holzwerkstatt und Musikräume untergebracht sind. Die höchsten Gebäude sind mit jeweils 40 m die Gemeinschaftshäuser 12 und 24.
Innerhalb der Siedlung befinden sich auch drei Max-Kade-Häuser, die zum Teil dem International Office der Universität Freiburg für ausländische Austauschstudenten zur Verfügung stehen. Weiterhin sind Wohnungen für das Max-Planck-Institut und das International Office bereitgestellt, in denen Gastprofessoren mit ihren Familien wohnen können.
Die Siedlung wird im Nordwesten vom Flückigersee begrenzt, und im Südwesten reicht sie bis an die Sundgauallee. Durch die Straßenbahnlinie 1 ist sie an das Stadtzentrum und die Universität angebunden. An der StuSie befinden sich mit den Stationen StuSie und StuSie/Sundgauallee zwei Stationen des Fahrradverleihsystems Frelo. Entlang der Sundgauallee führt auch der FR 4 in die Innenstadt.

## Angebote
Der Verein StuSie e.V. organisiert Freizeitangebote für die Bewohner der Studentensiedlung. Im Haus 36 gibt es eine Bar, an der sich Studierende von Mitstudierenden bewirten lassen können. Hier werden täglich verschiedene Veranstaltungen angeboten.
Jeden Samstag finden von den verschiedenen Fachschaften der Universität ausgerichtete Partys auf drei verschiedenen Floors statt. Außerdem findet jeden Dienstag das Beer-Pong-Turnier statt.

## Trivia
- Nach Beschwerden der Anwohner über die gestiegene Lärmbelästigung ließ das Studierendenwerk Freiburg Plaketten u. a. an den Balkonen des Hauses 74a anbringen, um den Lärmpegel insbesondere der oberen Stockwerke zu reduzieren.
- Die inoffizielle Hymne der Studentensiedlung am Seepark ist „Das Herz von Freiburg“, gesungen auf die Melodie von Das Herz von Frankfurt von Adam und die Micky’s.

Das Herz von Freiburg ist Betzenhausen,

das Betzenhäuser Blut, ja das ist Wein (das ist Wein).

|: Denn was wäre Freiburg ohne Betzenhausen?

Und Betzenhausen ohne unsern Wein? :|

Sie baue runner, sie baue 'ruff.

Sie reiße hier und da e Stückchen uff.

Doch zwischem Bischofskreuz und Seepark-Brück,

Da gibt's doch Gott sei Dank ein bisschen Wohnheim-Glück.

Das Herz von Freiburg ist Betzenhausen,

das Betzenhäuser Blut, ja das ist Wein (das ist Wein).

|: Denn was wäre Freiburg ohne Betzenhausen?

Und Betzenhausen ohne unsern Wein? :|

Ja unsre Gläser sind nimmer/niemals leer

und auf der großen Straß' rast der Verkehr.

Doch hoch im fünften Stock auf dem Balkon,

genießt man's Leben und badet in der Sonn'.

Das Herz von Freiburg ist Betzenhausen,

das Betzenhäuser Blut, ja das ist Wein (das ist Wein).

|: Denn was wäre Freiburg ohne Betzenhausen?

Und Betzenhausen ohne unsern Wein? :|